# 雷山
雷山（らいざん）は、福岡県糸島市と佐賀県佐賀市との境にある山。標高954.5m。

## 概要
脊振山系に属し、同山系北部の分水嶺を成す。山頂は福岡県側に位置する。頂上の下に広がる草原を「層々岐野（そそぎの）」と呼び、神功皇后の伝説が伝えられている場所という。この野原の名に因んで「雷山」は「層々岐岳（そそぎだけ）」の別名を持つ。頂上には雷神社の上宮（石祠、三つ）がある。
北側の斜面は急崖を成す。山頂からは、北方の福岡市街や玄界灘が一望できる。
花崗岩質の脊振山地の中では珍しく、蛇紋岩や緑簾石英角閃石片岩などの変成岩が分布する。
古来、山全体が雷神の鎮座する霊山と考えられ、故に「雷山」の名を持つという。
また、『万葉集』に「対馬の嶺は 下雲あらなふ 可牟の嶺に たなびく雲を 見つつ偲はも」という句があるが、この句の「可牟の嶺（かむのみね）」は「神の嶺」で雷山に比定する説がある。
地元では「雷山に雲がかかると雨になる」という。雷山千如寺大悲王院（雷山観音）、雷山神籠石、不動滝（清賀の滝）が観光名所。

## 交通
- JR筑前前原駅から雷山観音前行バスで約30分、そこから山頂まで徒歩で約4km。